# Menands (Nueva York)
Menands es una villa ubicada en el condado de Albany en el estado estadounidense de Nueva York. En el año 2000 tenía una población de 3,911 habitantes y una densidad poblacional de 473 personas por km².

## Geografía
Menands se encuentra ubicada en las coordenadas 42°41′36″N 73°43′37″O / 42.69333, -73.72694.

## Demografía
Según la Oficina del Censo en 2000 los ingresos medios por hogar en la localidad eran de $48,456, y los ingresos medios por familia eran $62,083. Los hombres tenían unos ingresos medios de $42,905 frente a los $31,745 para las mujeres. La renta per cápita para la localidad era de $36,288. Alrededor del 5.4% de la población estaban por debajo del umbral de pobreza.